# Ryan Mendes
Ryan Isaac Mendes da Graça, född 8 januari 1990 i Mindelo, São Vicente, är en kapverdiansk fotbollsspelare som spelar för Al-Nasr i UAE Arabian Gulf League.

## Klubbkarriär
Mendes började sin karriär i Batuque FC innan han sommaren 2008 såldes till Le Havre AC. Han gjorde sin debut i Ligue 1 den 13 maj 2009 mot AS Saint-Étienne.